# Голодомор 1932—1933 років в Україні: документи і матеріали
«Голодомор 1932–1933 років в Україні: документи і матеріали» — збірка документів і матеріалів про Голодомор 1932–1933 років, зібрана інститутом історії України Національної академії наук України.

## Вихідні дані і анотація
Голодомор 1932–1933 років в Україні: документи і матеріали / Упоряд. Р. Я. Пиріг; НАН України. Ін-т історії України. — К.: Вид. дім «Києво-Могилянська академія», 2007. — 1128 с.
У книзі вміщено великий комплекс документів і матеріалів, які переконливо розкривають причини, перебіг, масштаби та наслідки страшної соціо-гуманітарної катастрофи українського народу, інспірованої радянським політичним режимом на початку 1930-х років.
Це найповніше тематичне зібрання автентичних джерел з історії українського голодомору. Подано:
- документи Політбюро ЦК ВКП(б) і Політбюро ЦК КП(б)У, РНК СРСР і РНК УСРР, місцевих партійних та радянських органів, установ ДПУ, суду, прокуратури, міліції;
- листування Й. Сталіна, Л. Кагановича, В. Молотова, С. Косіора, В. Чубаря та інших;
- численні звернення селян — листи, заяви, скарги, прохання.
- унікальні щоденникові записи очевидців голоду.
- матеріали зарубіжних дипломатичних представництв, організацій української еміграції, міжнародної громадськості.

Книга розрахована на науковців, політиків, викладачів, студентів, краєзнавців, усіх, хто цікавиться цією трагічною сторінкою нашого історичного минулого.

## Відзнаки
- Книжка року 2007 у номінації «Минувщина».
- Нагорода «Форуму»
- Диплом «За найкращу книгу» Київської міжнародної книжкової виставки-ярмарку «Книжкові контракти»